# Abobakr Abass
Abobakr Abass, född 1 november 1998, är en sudanesisk simmare.
Abass tävlade för Sudan vid olympiska sommarspelen 2020 i Tokyo, där han blev utslagen i försöksheatet på 100 meter bröstsim. Abass simmade på tiden 1.04,46 och slutade på totalt 45:e plats. Han var även tillsammans med roddaren Esraa Khogali fanbärare för Sudan vid öppningsceremonin.